# 정의 (논리학)

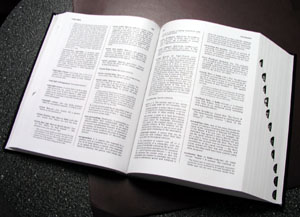
정의는 다른 단어들을 사용하여 한 단어의 의미를 나타낸다. 때로는 도전적이다. 보통의 사전은 어휘 서술적(기술적) 정의를 포함하지만 여러 가지 유형의 정의가 있다. 모두 다 목적과 초점이 다르다.

정의(定義, 영어: definition)는 말이 지니는 의미내용에 착오가 일어나지 않도록 뚜렷이 정한 절차를 뜻한다. 또, 용어(낱말, 구, 기타 상징의 집합)의 의미를 설명하는 문장을 뜻하기도 한다.
정의는 정확한 사고의 출발점이기도 하므로 애매한 말로 정의하거나 여러 뜻으로도 혹은 그와 똑같은 의미의 말을 써서 정의해서도 안 된다.
한편 정의는 그 정의의 논리적인 기술(記述)에서 뿐만아니라 언어학적인 기술이 전제되어한다.

## 순환정의
순환정의는 어떤 것을 정의할 때, 자기 자신을 이용하여 정의하는 방법이다. 재귀적 정의라고도 한다. "귀납적 정의", "회귀적 정의", 라고도 불리는 경우가 있다. 그러나 '재귀적절차' 또는 '재귀적 알고리즘'과는 다르다.
A를 정의할 때 B라는 말을 쓰고, B를 정의할 때 A를 쓰는 그러한 정의를 순환정의(循環定義)라고 한다. 정의를 할 때에는 순환정의는 피해야만 한다.
```
예):짝수는 홀수가 아닌 수이며, 홀수는 짝수가 아닌 수이다.
```

## 논리적 정의
아리스토텔레스는 그의 저술 오르가논중 범주론에서 올바른 '정의'방법에 대해 서술한바있다. 이러한 고전적 정의인 아리스토텔레스의 논리적 정의의 전통은 현대에 이르기까지 유효하며 기능적으로 논리학의 일반적인 정의방법으로 정의되고있다.
따라서 이에 따르면 정의한다는것은 '개념이 속하는 가장 가까운 유(類)를 들어 그것이 체계 가운데 차지하는 위치를 밝히고 다시 종차(種差)를 들어 그 개념과 등위(等位)의 개념에서 구별하는 것이다.' 예를 들면 ‘사람은 이성적(理性的)인 동물이다.’와 같이, 판명하려는 개념을 주어로 하고 종차와 최근류(最近類)를 술어부로 하는 판단으로써 성립하게 된다.
따라서
정의=피정의객체+종차+최근류
의 형식을 취한다.
한편 이러한 논리적 정의는 논리학에서 내포과 외연을 범주로 하는 연역적 추리의 핵심 기능을 형성하게 된다.

## 같이 보기
- 매개념